# Clarence Irving Lewis
Clarence Irving Lewis (ofta omnämnd som C. I. Lewis), född 12 april 1883 i Stoneham i Massachusetts, död 3 februari 1964, var en amerikansk filosof och pragmatist. Han specialiserade sig först på logik och var den som skapade det första axiomsystemet för modallogik. Han ändrade sedan inriktningen på sin forskning mot epistemologi. Under de sista 20 åren av sitt liv fokuserade han också mycket på etik.